# Tamtam (flan)
Pour les articles homonymes, voir Tam-Tam.
Tamtam est une marque de flan (dessert) suisse créée en 1966.

## Description
Elle est disponible en trois parfums : chocolat, vanille, caramel. 
La notoriété de la marque est d'environ 90% en Suisse. Son fabricant est Nutrifrais SA à Plan-les-Ouates, canton de Genève, qui appartient au groupe Laiteries Réunies.
Son logo comporte un mexicain à sombrero.

## Histoire
En 1966, André Gsponer met au point les gobelets et la recette du flan.